# Keeper of the Seven Keys Part 1
Keeper of the Seven Keys Part 1 é o segundo álbum lançado pela banda alemã de power metal Helloween, em 1987. Em 2017, o portal Loudwire o elegeu como o terceiro melhor disco de power metal de todos os tempos.

## Faixas
| N.º            | Título                     | Compositor(es) | Duração |  |
| 1.             | "Initiation"               | Hansen         | 1:21    |  |
| 2.             | "I'm Alive"                | Hansen         | 3:23    |  |
| 3.             | "A Little Time"            | Kiske          | 3:59    |  |
| 4.             | "Twilight of the Gods"     | Hansen         | 4:29    |  |
| 5.             | "A Tale That Wasn't Right" | Weikath        | 5:15    |  |
| 6.             | "Future World"             | Hansen         | 4:02    |  |
| 7.             | "Halloween"                | Hansen         | 13:18   |  |
| 8.             | "Follow the Sign"          | Hansen/Weikath | 1:46    |  |
| Duração total: | Duração total:             | Duração total: | 37:08   |  |

Algumas versões possuem a canção "Judas" entre "A Tale That Wasn't Right" e "Future World".

### Faixas da versão longa
| N.º | Título                               | Compositor(es) | Duração |  |
| 1.  | "Victim of Fate" (b-side)            | Hansen         | 7:00    |  |
| 2.  | "Starlight" (remix)                  | Hansen/Weikath | 4:15    |  |
| 3.  | "A Little Time" (versão alternativa) | Kiske          | 3:33    |  |
| 4.  | "Halloween" (edição de vídeo)        | Hansen         | 5:02    |  |

## Formação
- Michael Kiske (vocais)
- Kai Hansen (guitarra)
- Michael Weikath (guitarra)
- Markus Grosskopf (baixo)
- Ingo Schwichtenberg (bateria)

## Desempenho nas paradas
| Parada musical (1987) | Posições |
| --------------------- | -------- |
| German Albums Chart   | 15       |
| Swiss Albums Chart    | 18       |
| Swedish Albums Chart  | 42       |
| US Billboard Top 200  | 104      |

| Parada musical (1994) | Posições |
| --------------------- | -------- |
| Japanese Albums Chart | 57       |